# Johan Svendsen
Johan Severin Svendsen (Christiania, atual Oslo, 30 de setembro de 1840 – Copenhague, 14 de junho de 1911) foi um compositor, maestro e violinista norueguês que passou a maior parte de sua vida na Dinamarca. Em contraste a seu amigo próximo e grande compositor Edvard Grieg, Svendsen obteve fama mais por sua habilidade de orquestração do que pelo valor harmônico de sua música. Enquanto Grieg compôs majoritariamente para pequenos grupos, a maior parte da obra de Svendsen é para orquestras e grandes grupos. Sua composição mais famosa é o romance para violino e orquestra.

## Biografia
Entre 1863 e 1867 estudou no Conservatório de Leipzig, onde teve aulas de violino com Ferdinand David e composição com Ernst Friedrich Richter e Carl Reinecke. Logo em seguida, realizou viagens para Paris, Nova Iorque e Bayreuth, onde conheceu e manteve boas relações com Richard Wagner, mas este parece não ter influenciado muito sua música. Entre 1871 e 1872 trabalhou como Kapellmeister em Leipzig. De 1872 a 1877 e de 1880 a 1883 foi maestro na Noruega.
Foi então que Svendsen se estabeleceu na Dinamarca, iniciando uma longa carreira de 25 anos no Teatro Real de Copenhague com uma apresentação da ópera Lohengrin de Wagner.
Durante sua vida, foi muito conhecido na Dinamarca e Noruega tanto como compositor quanto como maestro. Porém, essa fama não se difundiu por outros países. Svendsen morreu aos 70 anos em Copenhague.

## Obras
As principais obras de Johan Svendsen são:
- Quarteto de cordas em Lá menor, op. 1
- Octeto, op. 3
- Sinfonia Nº 1 em Ré maior, op. 4 (1865-66)
- Concerto para violino, op. 6 (1868-70)
- Concerto para violoncelo, op. 7 (1871)
- Sinfonia Nº 2 em Si bemol maior, op. 15 (1877)
- Rapsódias norueguesas para orquestra, op. 17, 19, 21 e 22
- Romance para violino e orquestra, op. 26